# Neobisium bernardi
Neobisium bernardi es una especie de arácnido  del orden Pseudoscorpionida de la familia Neobisiidae.
Presenta las subespecies:
- Neobisium bernardi bernardi
- Neobisium bernardi franzi
- Neobisium bernardi gennargentui
- Neobisium bernardi geronense

## Distribución geográfica
Se encuentra en Francia y España.